# Anticyclone de l'île de Pâques
Pour les articles homonymes, voir Anticyclone (homonymie).
L’anticyclone du Pacifique Sud, plus connu sous le nom d’anticyclone de l’île de Pâques, désigne une région subtropicale située dans l’océan Pacifique Sud, autour de 30°S et 110°O, où en moyenne on retrouve une large zone de haute pression atmosphérique ou anticyclone,. 
Ceci ne veut pas dire que la position et l'intensité de cet anticyclone soient permanentes, juste que l’on retrouve un anticyclone sur les cartes décrivant la moyenne mensuelle de la pression. 
Il tire son nom de l’île de Pâques qui est la seule terre dans les parages. 

## Formation

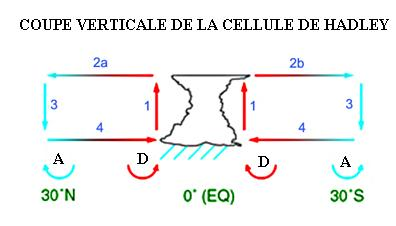
Les cellules de Hadley transportent chaleur et humidité des tropiques vers les latitudes moyennes.

Dans la région des latitudes des chevaux, soit dans la région en général entre 30 et 35 degrés de latitude nord et sud, on retrouve des anticyclones plus ou moins en permanence. C'est la partie descendante des cellules de Hadley. En effet, près de l'équateur, où la force de Coriolis est assez faible, une circulation directe de l'air s'établit. Dans les bas niveaux de l'atmosphère, la différence de température entre l'équateur et les régions plus au nord moins réchauffées donne lieu à la zone de convergence intertropicale où l'air plus chaud se soulève à cause de la convergence et de la poussée d'Archimède. Par la suite, cet air se refroidit en altitude et redescend plus au nord et au sud. Le tout selon le diagramme ci-contre.

## Effets
La présence de cet anticyclone, du courant de Humboldt et des Andes contribuent tous à donner du temps sec et ensoleillé à la côte du nord Chili et au Pérou. Ils donnent ainsi naissance aux déserts parmi les plus secs de la Terre : déserts d'Atacama et de Sechura.